# جک بلکمن (بازیکن فوتبال اهل انگلستان)
جک بلکمن (انگلیسی: Jack Blackman; ۲۵ نوامبر ۱۹۱۱ – دسامبر ۱۹۸۷ (۷۶ ساله)) بازیکن فوتبال اهل بریتانیا بود.
از باشگاه‌هایی که در آن بازی کرده‌است می‌توان به باشگاه فوتبال کریستال پالاس و باشگاه فوتبال کویینز پارک رنجرز اشاره کرد.